# Францишкув (Радомський повіт)
Францишкув (пол. Franciszków) — село в Польщі, у гміні Волянув Радомського повіту Мазовецького воєводства.
Населення — 278 осіб (2011).
У 1975-1998 роках село належало до Радомського воєводства.

## Демографія
Демографічна структура станом на 31 березня 2011 року:
|          | Загалом | Допрацездатний вік | Працездатний вік | Постпрацездатний вік |
| -------- | ------- | ------------------ | ---------------- | -------------------- |
| Чоловіки | 142     | 33                 | 95               | 14                   |
| Жінки    | 136     | 32                 | 77               | 27                   |
| Разом    | 278     | 65                 | 172              | 41                   |